# Percy Daggs III
Percy Daggs III, né le 20 juillet 1982 aux États-Unis, est un acteur américain.
Il est surtout connu pour son rôle de Wallace Fennel dans la série télévisée Veronica Mars (2004-2007 et 2019).

## Biographie
Il a deux frères, Rueben Daggs, Cardin Daags et une sœur, Selena Daggs.
Il est engagé, notamment auprès d'une association de lutte contre la maladie d'Alzheimer.

### Vie privée
Il est en couple avec l'actrice Jontille Gerard. Ensemble, ils ont un fils et une fille.

## Carrière
Il a été invité à participer à plusieurs séries télévisées telles que Boston Public, The Guardian, New York Police Blues et Aux portes du cauchemar (The Nightmare Room).
Sa jeune sœur est passée dans l'émission de MTV, Made (en) comme voulant devenir surfeuse.

### Veronica Mars

Logo original de la série télévisée Veronica Mars.

En 2004, il décroche un rôle principal dans la série Veronica Mars en interprétant Wallace Fennel, un ado de 17 ans et meilleur ami de Veronica jouée par Kristen Bell. La série a été diffusée du 22 septembre 2004 au 22 mai 2007.
La série obtient les faveurs des critiques, cependant, en raison de ses audiences jugées trop en deçà des espérances de la chaîne, la série est menacée d’annulation à la fin de chaque saison. Elle est cependant soutenue par des milliers de fans, notamment en envoyant des barres Mars aux dirigeants de la chaîne afin de la sauver. La série est finalement arrêtée après trois saisons malgré tous les efforts faits par les fans et les membres de la production.
Entre-temps, le 13 mars 2013, le scénariste Rob Thomas et Kristen Bell ont lancé une « campagne Kickstarter », plateforme de financement participatif, afin de réaliser un film tiré de la série Veronica Mars. Rob Thomas espère alors récolter deux millions de dollars de dons, soit la somme la plus importante jamais demandée par un projet de film via Kickstarter.
L'objectif a été atteint en moins de onze heures et à peine vingt-quatre heures plus tard, le projet a reçu près de 3,3 millions de promesses de dons, une somme record qui dépasse déjà les attentes de Rob Thomas. Le 14 mars 2014, le film sort aux États-Unis. Étant un film indépendant issu d'un financement participatif et non distribué par un grand studio, le film sort dans quelques salles aux États-Unis, obtient des critiques positives et atteint 3 485 127 millions de dollars de recettes. En France, il sort le même jour, mais seulement en vidéo à la demande.
En 2019, il incarne une nouvelle fois le personnage, Wallace Fennel, et ce, pour un rôle récurrent lors d'une quatrième saison distribuée par la plateforme Hulu. Cette saison inédite est composée de huit épisodes d'une heure. Elle est disponible depuis le 19 juillet 2019 sur la plateforme Hulu aux États-Unis.

## Filmographie

### Cinéma
- 2001 : Blue Hill Avenue (en)
- 2011 : Detention : Jock KO, apparition

### Télévision

#### Séries télévisées
- 1998 : Any Day Now (saison 1, épisode 5)
- 1998 : Faits l'un pour l'autre (To Have & To Hold) (saison 1, épisode 4) : Jimmy
- 2000 : Freaks and Geeks (saison 1, épisode 11) : Mathlete #2
- 2000 : La fille de l'équipe (saison 6, épisode 3) : Trey
- 2001 : The Amanda Show (saison 2, épisode 24)
- 2002 : Aux portes du cauchemar (The Nightmare Room) (saison 1, épisode 10) : Bettor
- 2002 : Associées pour la loi (Family Law) (saison 3, épisode 16) : Kordell
- 2002 : New York Police Blues (saison 9, épisode 21) : Kevin Rogers
- 2002-2003 : Boston Public (saison 3, épisodes 3 & 17) : Rob
- 2002 : Le Protecteur (The Guardian) (saison 2, épisode 13) : Antoine Sanders
- 2004 : Made (en) sur MTV : Lui-même
- 2004-2007 et 2019 : Veronica Mars (rôle principal, 69 épisodes) : Wallace Fennel
- 2008 : US Marshals : Protection de témoins (saison 1, épisode 7) : Lawrence
- 2008 : Raising the Bar : Justice à Manhattan (saison 1, épisode 2) : Terrence Fletcher
- 2011 : Southland (saison 3, épisode 4) : Wendell Hawkins
- 2014-2019 : Veronica Mars : Wallace Fennel
- 2014 : Play It Again, Dick (7 épisodes) : Wallace Fennel / Percy Daggs III
- 2015 : iZombie (saison 1, épisode 9) : Sean
- 2015-2017 : The New Adventures of Peter and Wendy (23 épisodes) : James 'Jas' Hook
- 2019 : Undone (saison 1, épisode 3) : père de Cassie

#### Téléfilms
- 2016 : Croire en ses rêves (Casa Vita) de Ernie Barbarash : Damon Thompson
- 2019 : Un Noël pour te retrouver (Christmas in Louisiana) de Emily Moss Wilson : Luke